# Netzbach
Netzbach ist eine Ortsgemeinde im Rhein-Lahn-Kreis in Rheinland-Pfalz. Sie gehört der Verbandsgemeinde Aar-Einrich an.

## Geographie
Der Ort Netzbach liegt im Taunus acht Kilometer südlich von Limburg an der Lahn unmittelbar an der Grenze zu Hessen. Ein Kilometer Luftlinie südöstlich von Netzbach entspringt der Kaltenbach, dieser fließt nach drei Kilometern durch den Ort in Richtung Westen und mündet weitere drei Kilometer flussabwärts bei Oberneisen in die Aar. Ein Teilstück des Aar-Höhenwegs führt durch das Kaltenbachtal.
Zu Netzbach gehören auch die Wohnplätze Karlshof und Talblick.

## Geschichte
Die erste bekannte urkundliche Erwähnung von Netzbach als Nezebach datiert auf das Jahr 1092.
1511 wurde eine Mühle gebaut. Die Mühle wurde mit Wasser des Kaltenbachs betrieben, das Wehr wurde auch zur Bewässerung von Grünland benutzt. Die Mühle ist seit einigen Jahrzehnten jedoch nicht mehr in Betrieb. Das Gebäude in der Mühlengasse wird heute als Wohnhaus genutzt.
Durch Netzbach führte die mittelalterliche Fernhandelsstraße Hessenstraße, die einst St. Goarshausen, St. Goar, Katzenelnbogen, Wetzlar, Gießen und Marburg verband.
Die frühere Bedeutung des Bergbaus lässt sich an Flurnamen wie Eisengruben noch erkennen. Das Eisenerz wurde im Mittelalter von den Bauern abgebaut und verhüttet. Im 19. Jahrhundert wurde in der Zeche Phönix, Grube Liefeld und der Zeche am Lückerberg durch eine Bergbaugesellschaft Eisen abgebaut. 1870 wurde der Eisenerzbergbau eingestellt. Außerdem wurde im 19. Jahrhundert in Netzbach Kalk abgebaut.
1869 entstand das erste Schulgebäude in Netzbach. Heute befindet sich dort das Rathaus. 1961 wurde das neue Schulgebäude fertiggestellt, das 1965 zu einer Mehrzweckhalle umgestaltet wurde.
Netzbach gehörte von 1806 bis 1866 zum Herzogtum Nassau. 1866 kam Netzbach zur preußischen Provinz Hessen-Nassau und war nach dem Zweiten Weltkrieg Teil der französischen Besatzungszone. 1946 wurde der Ort Teil des Landes Rheinland-Pfalz.
Für 1526 sind neun Hausgemeinschaften im Ort verbürgt, für 1643 17 Männer und für 1800 116 Einwohner. Die Einwohnerschaft entwickelte sich im 19. und 20. Jahrhundert wie folgt: 1843: 177 Einwohner, 1927: 255 Einwohner, 1964: 280 Einwohner.

## Politik

### Gemeinderat
Der Gemeinderat in Netzbach besteht aus acht Ratsmitgliedern, die bei der Kommunalwahl am 9. Juni 2024 in einer Mehrheitswahl gewählt wurden, und dem ehrenamtlichen Ortsbürgermeister als Vorsitzendem.

### Bürgermeister
Thorsten Janning wurde am 8. Juli 2024 Ortsbürgermeister von Netzbach. Bei der Direktwahl am 9. Juni 2024 war er als einziger Bewerber mit einem Stimmenanteil von 73,1 % für fünf Jahre gewählt worden.
Jannings Vorgänger Horst Ackermann hatte das Amt 2001 von Annette Wick übernommen. Nach vier Wiederwahlen trat er bei der Wahl 2024 nicht erneut als Ortsbürgermeister an.

## Wirtschaft und Infrastruktur

### Verkehr
Westlich von Netzbach verläuft in Nord-Süd-Richtung die B 54. Der Ort selbst ist über Kreisstraßen an das überörtliche Straßennetz angebunden. Die nächstgelegenen Autobahnanschlussstellen sind in Limburg an der A 3. Nächstgelegener ICE-Fernbahnhof ist der Bahnhof Limburg Süd.

### Bildung
1869 wurde in Netzbach eine Volksschule gebaut. Der Schulbetrieb fand ab 1870 statt. Zuvor war Netzbach Einzugsgebiet der 1839 errichteten Schule in Oberneisen. Von 1959 bis 1961 wurde ein neues Schulgebäude errichtet, das jedoch nur bis 1965 als Schule genutzt wurde. Seitdem ist Netzbach Einzugsgebiet der Grundschule und Regionalen Schule in Hahnstätten. Das Schulgebäude dient heute als Mehrzweckhalle.

## Persönlichkeiten
- Karl Schön (1847–1934), Bürgermeister von Netzbach von 1892 bis 1918